# Mazanki

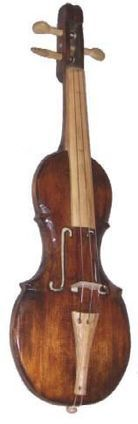

Mazanki là một loại nhạc cụ dân gian của người Slavic cụ mà thuộc về một nhóm các nhạc khí hay nhạc cụ dây. Chúng đặc biệt phổ biến ở các khu vực Thượng Ba Lan và ở Vùng Lubusz và thường được sử dụng cùng với kèn túi và/hoặc trống định âm. Đến thế kỷ 20, nó đã được thay thế bằng violin.

## Cấu trúc
Mazanki có hình dạng tương tự như violin, với sự khác biệt là nó nhỏ hơn và có 3 hoặc 5 dây được điều chỉnh trong phần tư. Thân và cổ được làm bằng một mảnh gỗ, và màng hướng âm được nâng lên một chút. Ngựa đàn là yếu tố đặc trưng nhất của nhạc cụ vì một chân của nó dài hơn chân kia và đi qua toàn bộ dây Mi ở phía trên, nó chạm vào đáy của nhạc cụ và theo cách này thay thế cho cột âm thanh.

## Kỹ thuật chơi
Kỹ thuật sản xuất âm thanh cũng có một chút khác biệt so với kỹ thuật violin hiện đại. Người biểu diễn, thay vì sử dụng một cây cung thông thường, thì họ sẽ di chuyển dây bằng một dải cao su chặt buộc vào hai đầu của một thanh gỗ. Để làm cho dây cao su bớt trơn, các nhạc sĩ dân gian đôi khi sẽ chà nó bằng nhựa thông thường hoặc bằng một chất làm từ bột mì trắng trộn với mật ong và quả óc chó băm nhỏ.